# کریستین کاوفمان

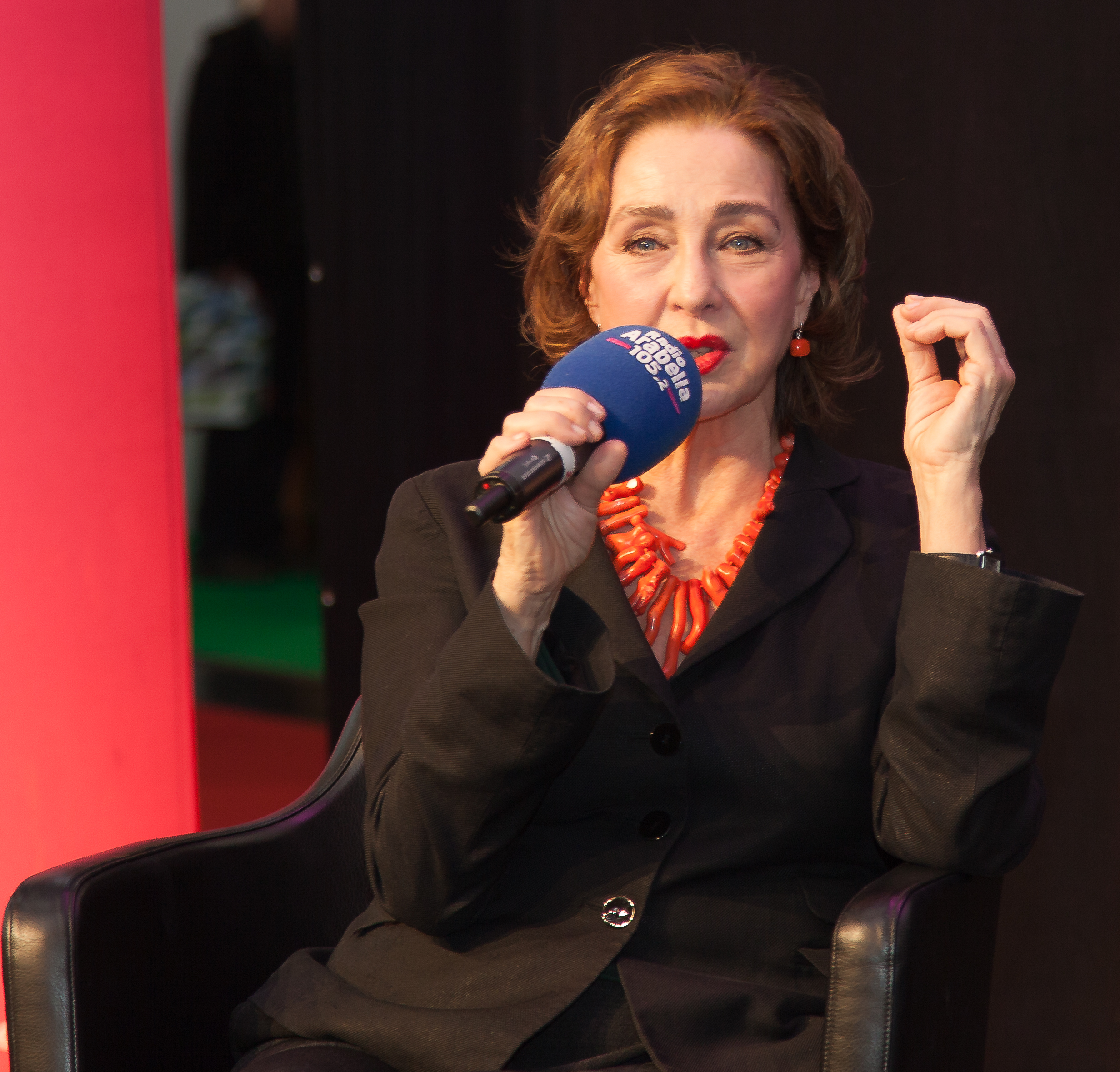

کریستین کاوفمان (آلمانی: Christine Kaufmann؛ زادهٔ ۱۱ ژانویهٔ ۱۹۴۵ – درگذشته ۲۸ مارس ۲۰۱۷) یک هنرپیشه، پدیدآورنده و کارآفرین اهل آلمان بود. وی از سال ۱۹۶۲ تا ۲۰۱۷ میلادی مشغول فعالیت بود.
وی در ۲۸ مارس ۲۰۱۷ در سن ۷۲ سالگی بر اثر بیماری سرطان خون در مونیخ درگذشت.

## بخشی از فیلمشناسی
از فیلم‌ها یا برنامه‌های تلویزیونی که وی در آنا نقش داشته‌است می‌توان به آثار زیر اشاره کرد:
- تام سایر و هاکلبری فین (۲۰۱۴)
- تاراس بولبا (۱۹۶۲)
- آخرین روزهای پمپئی (۱۹۵۹)
- آدم‌کشی‌های کوچه بزرگ (۱۹۷۱)
- اگون شیله: زیاده‌روی و مجازات (۱۹۸۰)
- عشق اول (۱۹۵۹)
- درک (۱۹۷۷)